# Natuur (muurschilderingen)
Natuur is een driedelig artistiek kunstwerk bestaande uit “muurschilderingen” verspreid over Amsterdam-Zuidoost en Duivendrecht.
Het ontwerp en ook het basisidee is afkomstig van Sandra Hueber van Bright Up, een bedrijf dat kleur wil geven aan reisroutes in Amsterdam. De zuidrand tussen Amsterdam en Amsterdam-Zuidoost wordt overheerst door betonnen constructies, die in de jaren na oplevering steeds grijzer werden. Het bedrijf kreeg in 2017 vanuit de gemeente Amsterdam de opdracht zich daardoorheen slingerende voet- en fietsroutes op te fleuren. Hueber omschreef het zelf als “terugbrengen van de menselijke maat”. Door de schilderingen hopen gemeente en kunstenaar meer voetgangers en fietsers te trekken en mede daardoor een groter gevoel van veiligheid te verschaffen. De schilderingen worden gezet door Leone Schröder, die zichzelf omschrijft als uitvoerend kunstenaar. Zij moet werken vanaf hoogwerkers en/of bouwsteigers; ze doet ongeveer drie maanden per project. 
De schilderingen behorende bij Natuur zijn te vinden bij:
- Vogels: Brug 1269 en Betondorpbrug
- Bloemen: afbeeldingen van bloemen uit Ghana en Suriname bij de  Abcouderpadmetrobrug n Abcouderpadspoorbrug
- Vlinders: voltooid in najaar 2021 is geplaatst op het viaduct in de Van der Madeweg (boven) en Rijksstraatweg in Duivendrecht.

Nadat deze serie van drie voltooid werd gingen de kunstenaars in overleg met de gemeente voor drie andere verzamelingen:
- Urban, op route Station Amsterdam Amstel – Rozenburglaan - Bijlmerplein
- Heart, op route Station Amsterdam Amstel – Spaklerweg - Johan Cruijff Arena
- Science, op route Johan Cruijff Arena – Holterbergweg – Academisch Medisch Centrum

## Afbeeldingen

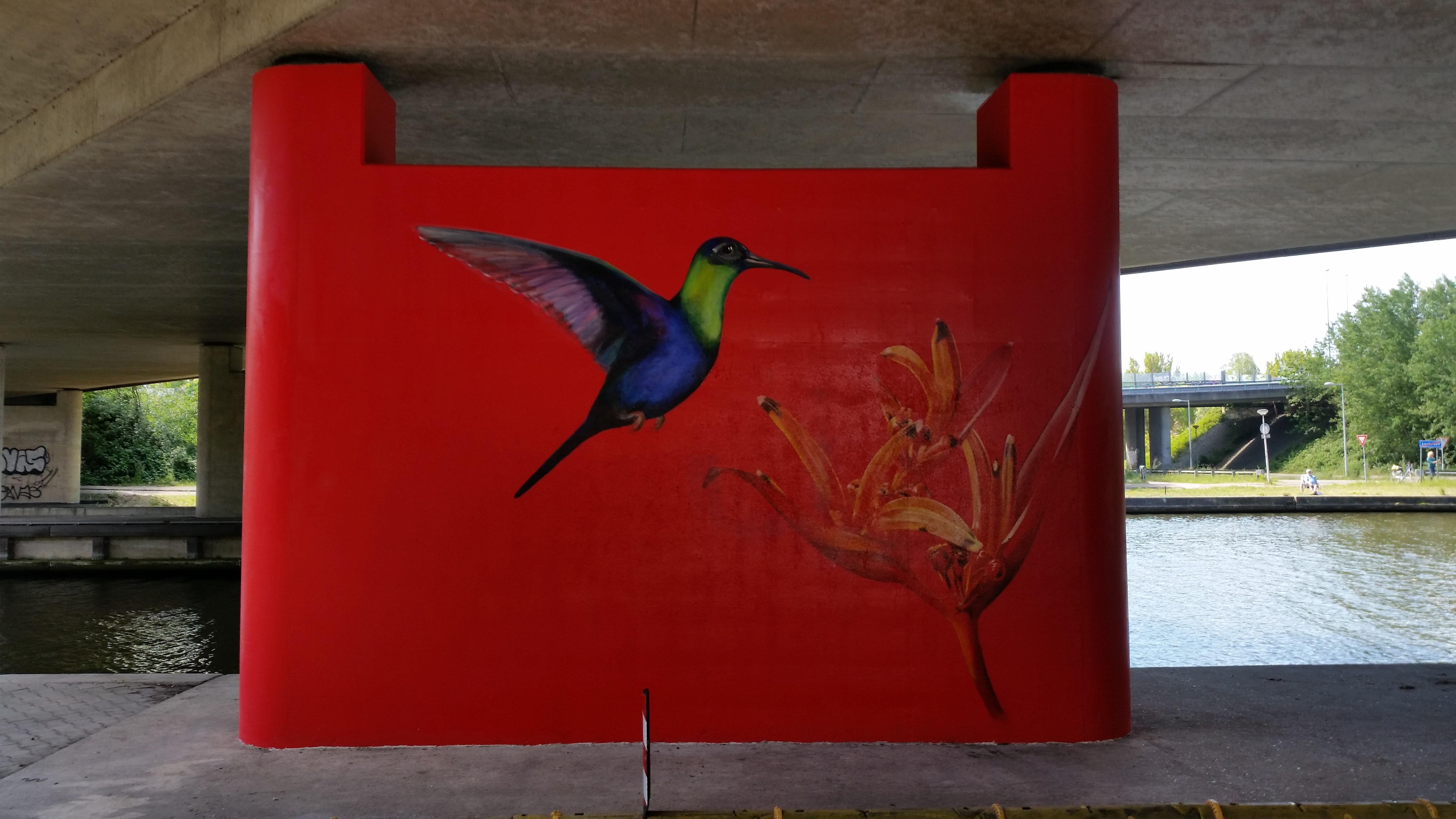
Een kolibrie bij de Gooise knoop (mei 2020)
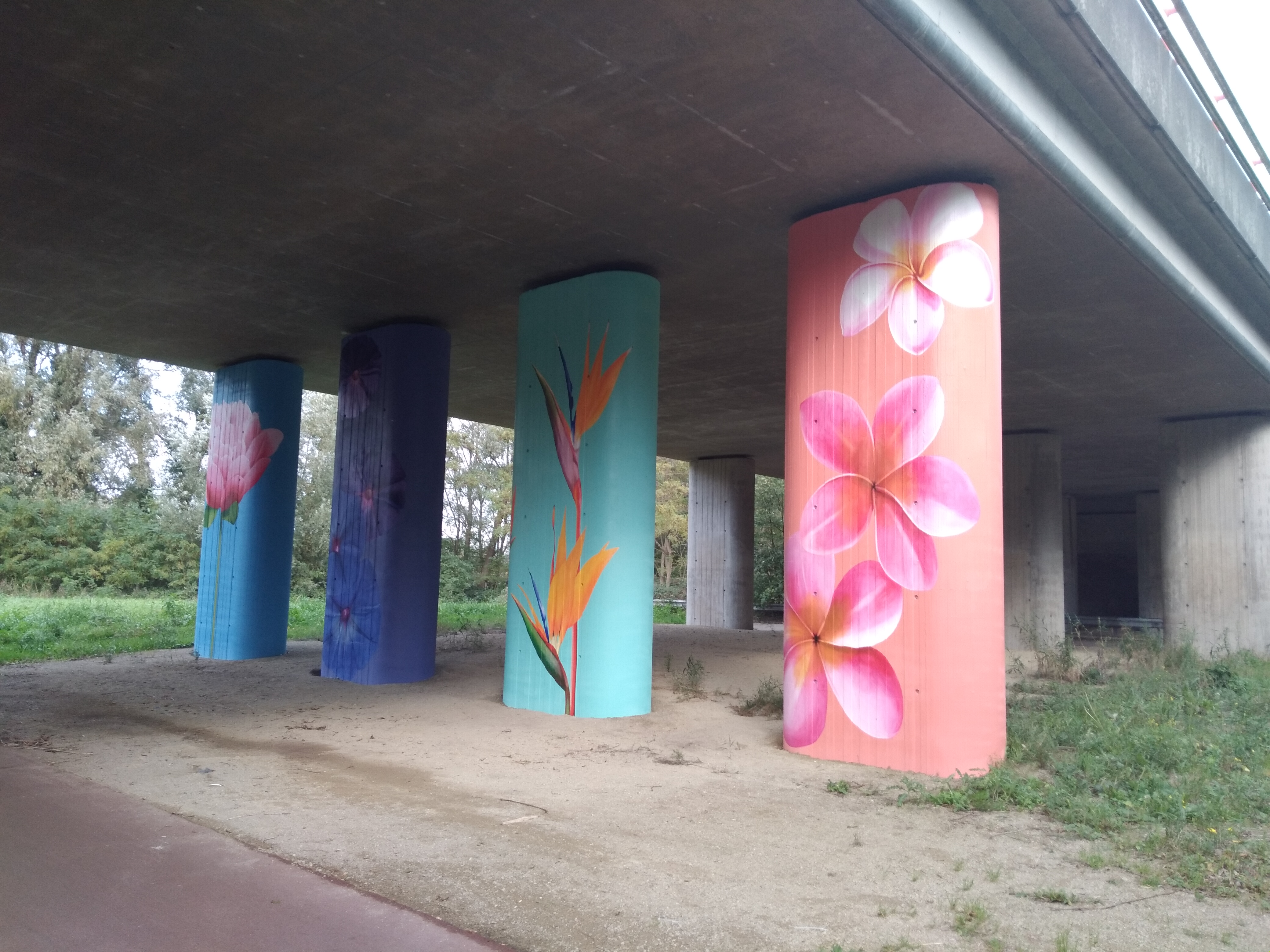
Bloemen bij Abcouderpadspoor/metrobrug (oktober 2020)
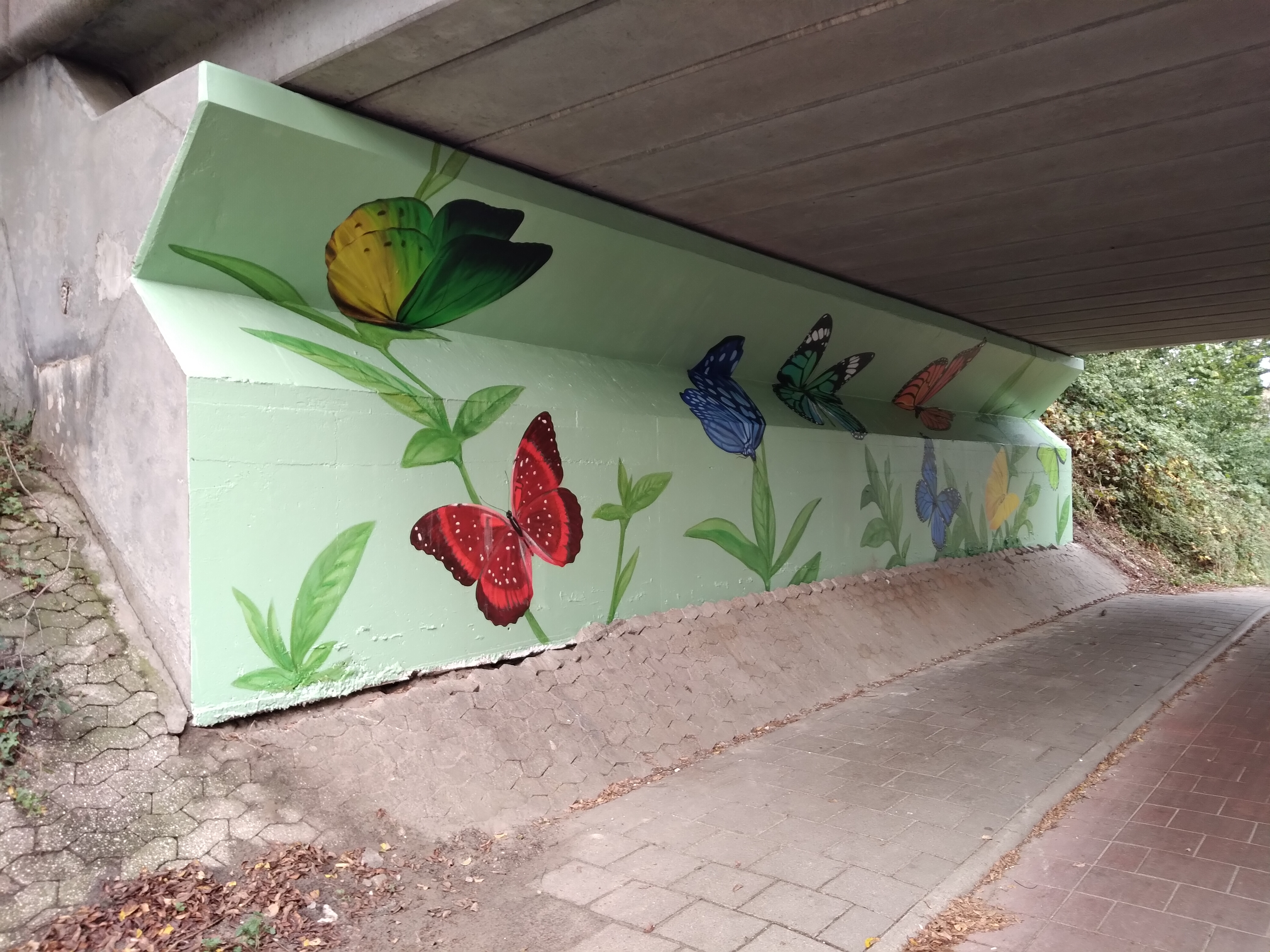
Vlinders op het viaduct in Duivendrecht (november 2021)